# All the Madmen
All the Madmen è un brano musicale scritto dall'artista inglese David Bowie, seconda traccia dell'album The Man Who Sold the World del 1970.
Lo stesso anno la Mercury Records distribuì negli Stati Uniti una versione ridotta sia come singolo promozionale, con lo stesso brano anche sul retro, sia come 45 giri "ufficiale" con Janine come lato B.
Anche se è stato eseguito dal vivo solo durante il Glass Spider Tour del 1987 e non ha trovato posto in nessuna raccolta di greatest hits fino al 2015, il brano è stato citato come influenza significativa da band come Siouxsie and the Banshees, The Cure e Nine Inch Nails.

## Il brano
(David Bowie, marzo 1973.)
All the Madmen rivela il suo tema centrale sia attraverso la "schizofrenia musicale" dell'arrangiamento di Mick Ronson, che suona chitarra e sintetizzatore, sia con il testo che dipinge un'atmosfera da film horror fatta di librium, lobotomia e elettroshock. Come dichiarò Bowie nel 1972, il personaggio del narratore si ispira al fratellastro Terry che due anni prima era stato confinato nel Cane Hill Hospital di Londra, un austero edificio come gli "edifici freddi e grigi" evocati nel verso di apertura del brano.
Nell'estate del 1993, durante un'intervista con Jean-Daniel Beauvallet il cantante ha confermato: «Ero molto preoccupato dallo stato di sanità mentale del mio fratellastro Terry, che era a quel tempo in ospedale in un istituto psichiatrico... Era spaventoso perché riconoscevo in lui alcuni tratti della mia personalità. Avevo paura di sprofondare a mia volta nella malattia, nella follia... Il mio modo di scrivere ne ha fortemente risentito». In effetti questa prospettiva si rifletterà in molti dei suoi lavori negli anni settanta, con canzoni sull'identità, il controllo, la follia e alter ego elaborati come mezzi di fuga.
Ma All the Madmen descrive anche un mondo privo di ragione in cui gli ultimi uomini sani di mente sono quelli rinchiusi nei manicomi. Come già accaduto in precedenza, il cantante si dichiara contrario all'establishment in favore della libertà individuale e della virtù di essere differente, schierandosi ancora una volta con coloro che non si conformano alle regole della società, con gli esclusi e i disadattati:
Un'altra influenza citata spesso da Bowie proviene dal classico della letteratura beat Sulla strada, scritto nel 1957 da Jack Kerouac (fu proprio Terry a farglielo conoscere) che dichiarava: «...le uniche persone che esistono per me sono i pazzi, i pazzi di voglia di vivere, di parole, di salvezza, i pazzi del tutto e subito, quelli che non sbadigliano mai e non dicono mai banalità, ma bruciano, bruciano, bruciano come favolosi fuochi d'artificio gialli». Così All the Madmen non ha per argomento solo la pazzia e l'esclusione sociale, ma anche una potenziale dichiarazione d'intenti che si tradurrà nella frenesia creativa e spirituale di Bowie all'inizio degli anni settanta.

## Formazione
- David Bowie - voce, chitarra
- Mick Ronson - chitarra, sintetizzatore
- Tony Visconti - basso, pianoforte, chitarra
- Mick Woodmansey - batteria

## Pubblicazioni
All the Madmen si trova nel CD incluso nell'edizione speciale del video album Glass Spider del 2007 e nella colonna sonora del documentario Mayor of the Sunset Strip del 2003. La versione uscita nel 1970 come singolo promozionale negli Stati Uniti è presente nel CD Re:Call 1, uscito con il box set Five Years (1969-1973) nel 2015.

## Cover
Tra gli artisti che hanno pubblicato una cover di All the Madmen:
- Jeannie Lewis in Tears of Steel & The Clowning Calaveras del 1976
- gli Alien Sex Fiend in Goth Oddity: A Tribute to David Bowie del 1999
- Des de Moor e Russell Churney in Darkness and Disgrace del 2003
- gli Impaled Peach in Honest Covers del 2004
- i Brainstorm Troopers in United We Divide, Fallen We Stand del 2006
- i King Me in Repetition*Bowie - Midfinger's Tribute to David Bowie del 2007
- Federica Zammarchi in Jazz Oddity del 2011
- Max Lorentz in Kiss You In The Rain - Max Lorentz Sings David Bowie del 2013